# 胶东薹草
胶东薹草（学名：Carex jiaodongensis）为莎草科薹草属的植物，是中国的特有植物。分布在中国大陆的山东省等地，常生于海边沙滩，目前尚未由人工引种栽培。